# Call of Duty: Roads to Victory
『Call of Duty: Roads to Victory』（こーる おぶ でゅーてぃ ろーず とぅ びくとりー）は、第二次世界大戦が舞台のPlayStation Portable専用FPSゲーム。 2007年3月13日に発売された。携帯機向けのコール オブ デューティシリーズの三作目であり、一作目はN-Gageで二作目がPocket PCで発売されている。日本未発売。

## ゲーム

### キャンペーン
キャンペーンモードでは第二次世界大戦を舞台にしたミッションをプレイできる。本作はアメリカ軍、カナダ軍、イギリス軍の三種のキャンペーンがあり、アメリカ軍のミッションはマーケット・ガーデン作戦、アヴァランチ作戦及びデトロイト作戦で、カナダ軍のミッションはスヘルデの戦い、インファチュエイト作戦、ブロックバスター作戦で、イギリス軍のミッションはマーケットガーデン作戦及びヴァーシティー作戦である。合計14レベルが存在するが、どのレベルも第二次世界大戦の特定のミッションを舞台にしている。

### マルチプレイヤー
マルチプレイヤーでは最大6人までがアドホック通信を利用してプレイできる。マルチプレイヤーでは9種のマップがあり、「デスマッチ」、「チームデスマッチ」、「キャプチャーザフラッグ」、「ホールドザフラッグ」、「キングオブザヒル」モードで対戦できる。

## 開発
Roads to VictoryはPlayStation Portableで発売されたCall of Dutyシリーズの唯一の作品である 。本作以降は2012年にPlayStation Vita専用ソフト『コール オブ デューティ ブラックオプス ディクラシファイド』が発売されるまで携帯ゲーム機におけるコール オブ デューティ関連の作品はニンテンドーDS用ソフトとして発売されてきた。北米版の『コール オブ デューティ ブラックオプス ディクラシファイド』に本作の無料ダウンロードコードが付属しているので、購入すればVitaでプレイ出来るようになった。

## 評価
Roads To Victoryは賛否両論だった。IGNは10点中6.6点と評価し、 GameSpotは10点中6.2点と評価した。GameSpyはゲームのAIは「印象的でない」「滑稽」と指摘し、当初は「素晴らしいプレゼンテーション」だったにもかかわらずゲームは「二流」でしかなかったとし、5点中2.5点と評価した。
Roads to Victoryは一部のバグで批判された。「The Age」はこれらのバグは「全ての建造物がぼやけて消えたり、明白な理由がないのに突然オブジェクトの隅で動けなくなったりするなど、何度もゲーム体験を台無しにしている」とコメントした。ゲームの操作性も批判されており、Sunday Mailは「ボタンが方向キーの役割を果たし、その逆も同様であるなどぎこちない操作性がゲームの大きな欠点だ」と述べた。